# 4314 Dervan
4314 Dervan este un asteroid din centura principală de asteroizi.

## Descriere
4314 Dervan este un asteroid din centura principală de asteroizi. A fost descoperit pe 25 iunie 1979 la Siding Spring de Eleanor Francis Helin și Schelte J. Bus. Asteroidul prezintă o orbită caracterizată de o semiaxă mare de 2,60 ua, o excentricitate de 0,09 și o înclinație de 3,2° în raport cu ecliptica.